# صاصل هرمي
صاصل هرمي (الاسم العلمي: Ornithogalum pyramidale) هو نوع نباتي يتبع جنس الصاصل من فصيلة الهليونية.